# Joan Guzmán
Joan Guzmán (ur. 1 maja 1976 w Santo Domingo) – dominikański bokser, były zawodowy mistrz świata organizacji WBO w kategorii junior lekkiej (do 130 funtów) i junior piórkowej (do 122 funtów).

## Kariera amatorska
Bilans walk amatorskich Guzmána to 310 zwycięstw i 10 porażek. W 1995 roku zdobył złoty medal na Igrzyskach Panamerykańskich. Rok później wystąpił na Igrzyskach Olimpijskich w Atlancie, przegrał jednak już w pierwszym pojedynku z późniejszym zawodowym mistrzem świata WBO w kategorii muszej, Omarem Andrésem Narváezem.

## Kariera zawodowa
Karierę zawodową rozpoczął we wrześniu 1997 roku. Stoczył dwie zwycięskie walki, po czym na półtora roku przestał boksować. Na ring powrócił w marcu 1999 roku.
W 2002 roku został sklasyfikowany na pierwszym miejscu w rankingu WBO i został oficjalnym pretendentem do walki o tytuł mistrzowski tej organizacji w kategorii junior piórkowej. Do pojedynku z aktualnym mistrzem WBO, Agapito Sanchezem, miało dojść 17 sierpnia 2002 w Cardiff. Jednak na kilka dni przed walką, podczas rutynowych badań, lekarze wykryli u Sancheza uraz siatkówki. Sanchez ogłosił zakończenie kariery, a Guzmán zmierzył się z Fabio Danielem Olivą w walce o wakujący tytuł mistrzowski. Dominikańczyk znokautował Olivę już w trzeciej rundzie i zdobył pas mistrzowski.
W 2003 roku stoczył dwie nietytułowe walki (obie zakończył nokautem w pierwszej rundzie). 26 lutego 2004 roku pokonał przez techniczny nokaut w siódmej rundzie powracającego do boksowania Agapito Sancheza. 6 listopada 2004 miał w pojedynku z Marcosem Licona po raz drugi bronić swojego tytułu, jednak nie zdołał zmieścić się w limicie wagowym. Licona zrezygnował walki, a Guzmán pokonał w nietytułowej walce Joe Moralesa.
W 2005 roku jeszcze raz obronił pas mistrzowski, pokonując na punkty Fernando Beltrana Jr., po czym zmienił kategorię wagową na piórkową. W tej kategorii stoczył tylko jedną walkę – 26 sierpnia 2005 roku pokonał na punkty Terdsaka Jandaenga. Następnie 6 maja 2006 roku pokonał byłego mistrza świata IBF w kategorii lekkiej, Javiera Jauregui.
16 września 2006 roku miał się zmierzyć z Jorge Rodrigo Barriosem w pojedynku o tytuł mistrza świata WBO w kategorii junior lekkiej. Barrios nie zmieścił się jednak w limicie wagowym i tym samym stracił pas mistrzowski. Walka między tymi pięściarzami jednak się odbyła. Wygrał ją Guzmán niejednogłośną decyzją sędziów i zdobył tytuł mistrzowski, który odebrano wcześniej Barriosowi. W grudniu 2006 roku po raz pierwszy obronił swój pas mistrzowski, pokonując na punkty Antonio Davisa.
Jedenaście miesięcy później, 17 listopada 2007 roku, pokonał na punkty Humberto Soto. W maju 2008 roku zrezygnował z tytułu mistrzowskiego i przeniósł się do wyższej kategorii wagowej. We wrześniu 2008 miał walczyć z Nate'em Campbellem o tytuły mistrzowskie organizacji WBA, IBF i WBO w kategorii lekkiej, jednak nie zdołał zmieścić się w limicie wagowym i walka została odwołana. 20 grudnia tego samego roku pokonał na punkty w pojedynku eliminacyjnym WBA w kategorii lekkiej Ametha Diaza. 28 listopada 2009 roku zmierzył się z Ali Funeką, a stawką pojedynku był wakujący tytuł mistrza świata IBF w kategorii lekkiej. Po zaciętym pojedynku sędziowie ogłosili remis. Rezultat walki uznany został za kontrowersyjny, a wielu dziennikarzy i promotor Funeki uważało, że bokser z RPA powinien wygrać pojedynek na punkty.